# أورلاندو ميلر
أورلاندو ميلر (بالإسبانية: Orlando Miller)‏ هو لاعب كرة قاعدة بنمي، ولد في 13 يناير 1969 في Changuinola ‏ في بنما.

## وصلات خارجية
- أورلاندو ميلر على موقع دوري كرة القاعدة الرئيسي (الإنجليزية)
- أورلاندو ميلر على موقعبيزبول رفرنس.كوم (الدوري الرئيسي) (الإنجليزية)
- أورلاندو ميلر على موقع إي إس بي إن.كوم (أم.أل.بي) (الإنجليزية)
- أورلاندو ميلر على موقع مشجعي الرسوم البيانية (الإنجليزية)